# Gewoon ijsvingertje
Gewoon ijsvingertje, ook wel IJspegeltje (Ceratiomyxa fruticulosa) is een slijmzwam uit de familie Ceratiomyxidae. De soort werd in 1899 door de Amerikaanse botanicus Thomas Huston Macbride bij het geslacht Ceratiomyxa ingedeeld.

## Kenmerken
Het gewoon ijsvingertje bestaat uit een dicht opeenstaande verzameling van kleine groepjes van tot 10 cm doorsnee, bestaande uit 1 mm hoge, priem- tot knotsvormige, soms vertakte, ijsachtig witte tot roze, lichtblauwe of gelig-beige zuiltjes. De zuiltjes zijn waterig en doorschijnend. 
De sporen bevinden zich buiten op het oppervlak van de vruchtvorming op stengels van ongeveer 7 tot 20 micrometer lang en 1,5 tot 3 micrometer dik. De sporen zelf zijn in grote lijnen elliptisch, druppelvormig of bolvormig en meten 10-13 x 6-7 µm. Ze zijn kleurloos tot lichtgroen-geel van kleur en hebben een korrelige inhoud. Het plasmodium is waterig wit tot geel.

## Verspreiding
De soort is wereldwijd verspreid en komt voor van het noordpoolgebied tot de tropen. Het bevindt zicht vaak op dood hout van loofbomen, bij voorkeur op donkere en vochtige plekken. Het wordt vaak voornamelijk gevonden na korte periodes van vocht. In Nederland en België komt het gewoon ijsvingertje algemeen voor.

## Variëteiten
Ceratiomyxa fruticulosa heeft volgens Index Fungorum de volgende variëteiten:
- Ceratiomyxa fruticulosa var. arbuscula is een boomvormige soort
- Ceratiomyxa fruticulosa var. caesia
- Ceratiomyxa fruticulosa var. comata
- Ceratiomyxa fruticulosa var. descendens is vooral bekend uit Japan, maar komt ook voor in Frankrijk en Taiwan. De vruchtvormingen bestaan uit individuele onvertakte kolommen die zich op een veelhoekige basis bevinden. Beide variëteiten zijn echter in alle overgangsvormen terug te vinden. Deze variëteit lijkt daarom als zodanig niet gerechtvaardigd.
- Ceratiomyxa fruticulosa var. fruticulosa

In 2024 is Ceratiomyxa fruticulosa var. porioides na DNA-onderzoek verheven tot zelfstandige soort genaamd Ceratiomyxa porioides. Deze soort kan worden gevonden op een gemeenschappelijke hypothallus met de soorten fruticulosa; de twee kunnen ook in elkaar overgaan.

## Foto's

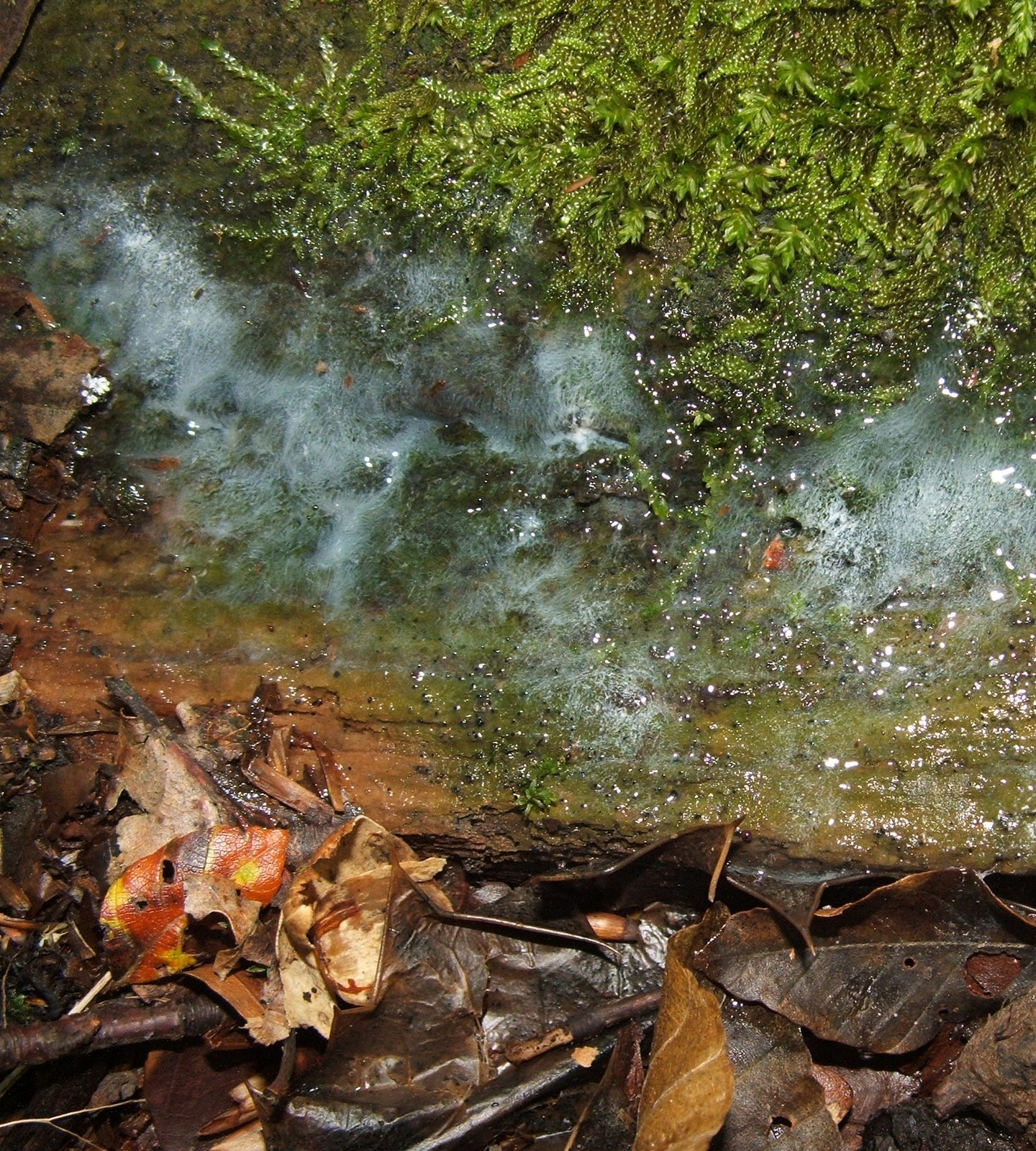
Plasmodium
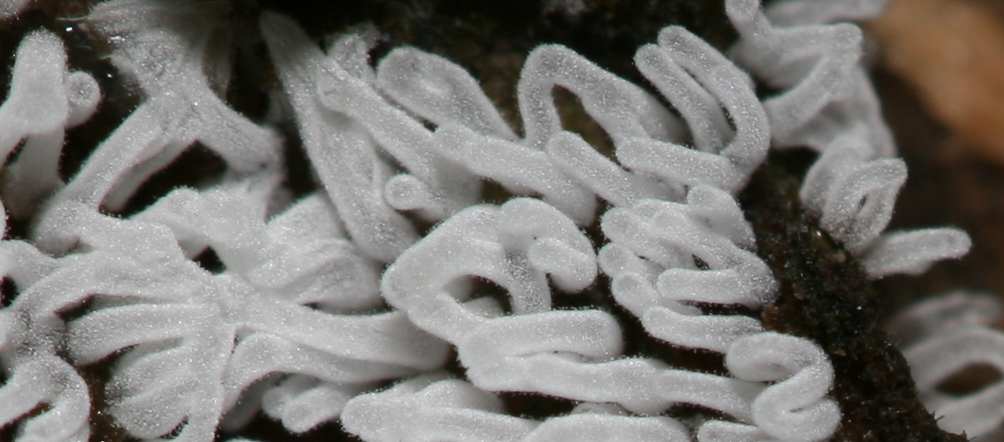
Close-up
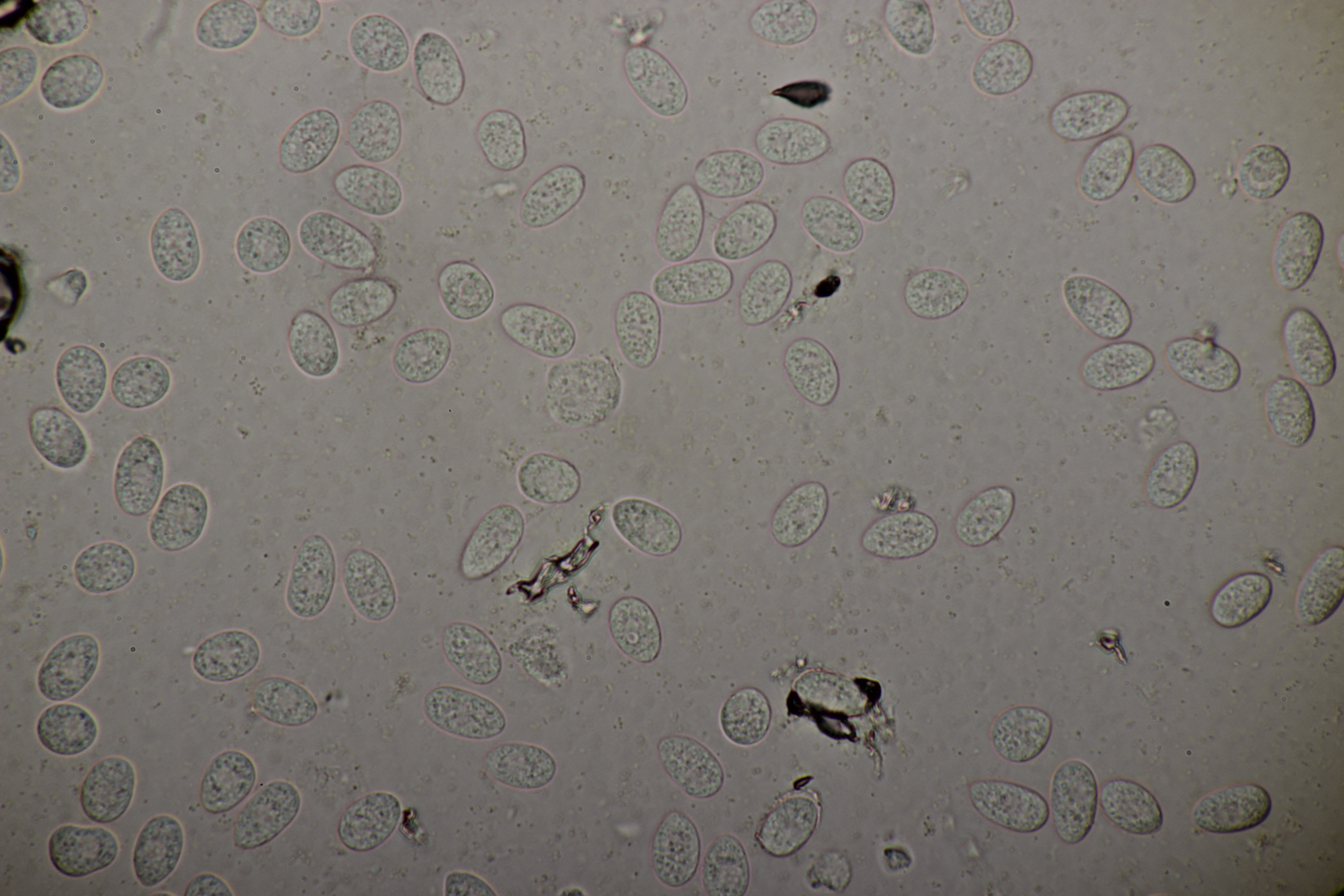
Sporen
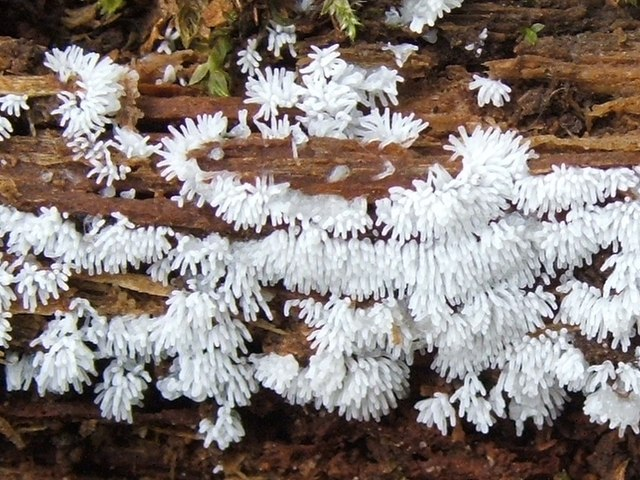
Overzicht
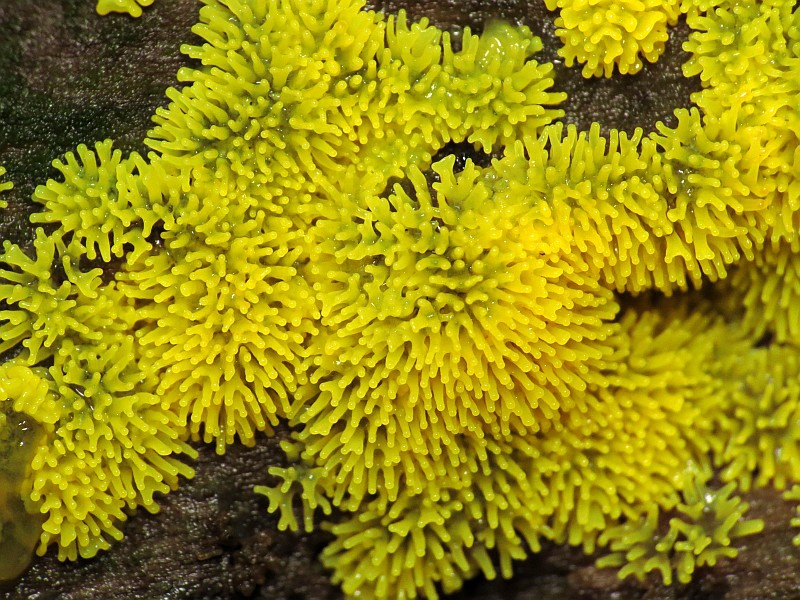
Gele variant
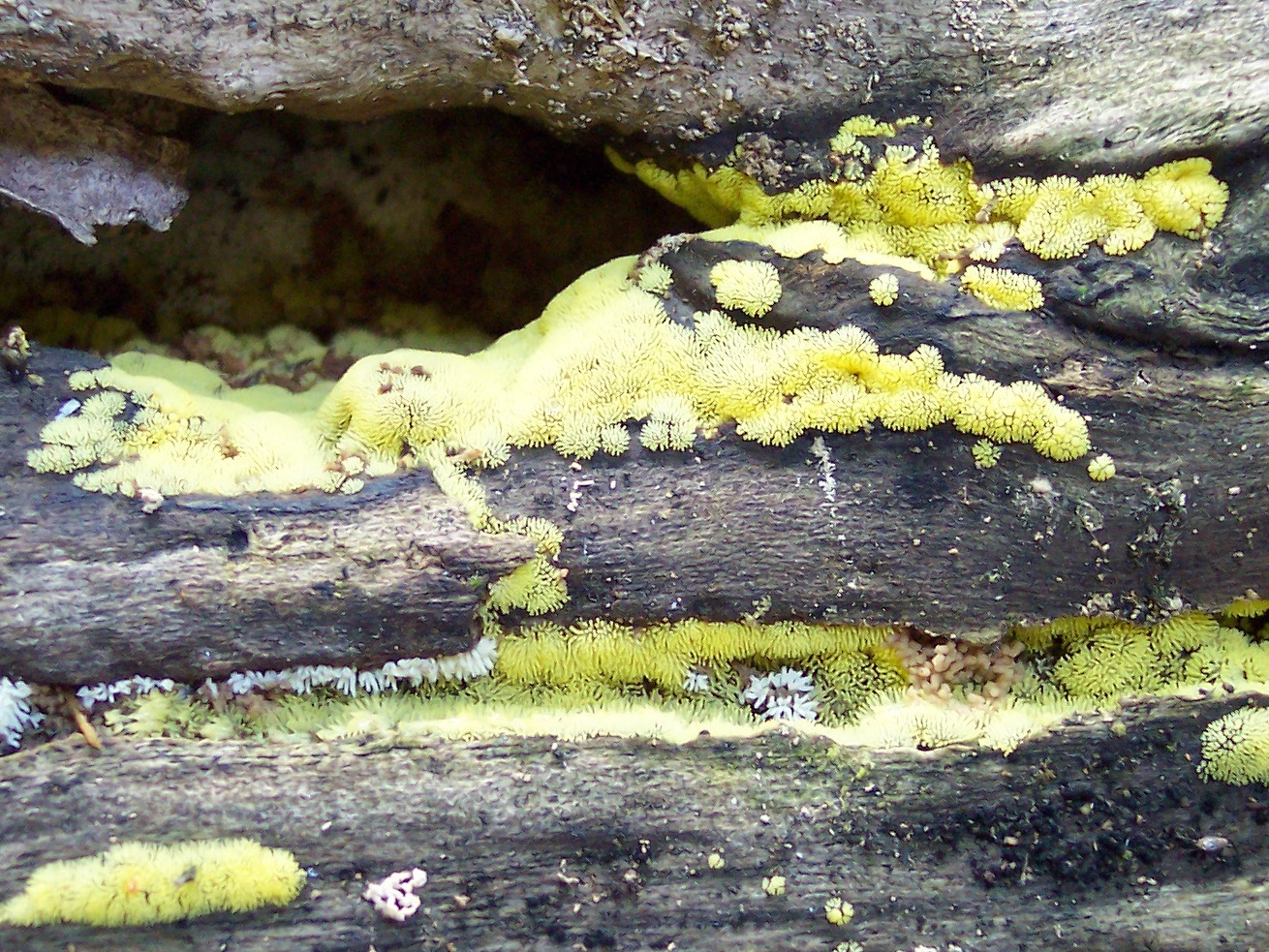
Gele variant